# Parafia św. Jadwigi Śląskiej w Gryfowie Śląskim
Parafia pw. św. Jadwigi Śląskiej w Gryfowie Śląskim – parafia rzymskokatolicka w dekanacie gryfowskim, w diecezji legnickiej. Jej proboszczem jest ks. Krzysztof Kurzeja. Obsługiwana przez księży diecezjalnych. Erygowana w 1201.